# La Laja, Chalma
La Laja är en ort i Mexiko.   Den ligger i kommunen Chalma och delstaten Veracruz, i den sydöstra delen av landet, 210 km norr om huvudstaden Mexico City. La Laja ligger 133 meter över havet och antalet invånare är 281.
Terrängen runt La Laja är huvudsakligen platt, men åt sydost är den kuperad. Runt La Laja är det ganska tätbefolkat, med 70 invånare per kvadratkilometer. Närmaste större samhälle är Huejutla de Reyes, 11,0 km sydväst om La Laja. Trakten runt La Laja består till största delen av jordbruksmark.